# الأطفال في حالات الطوارئ والنزاعات

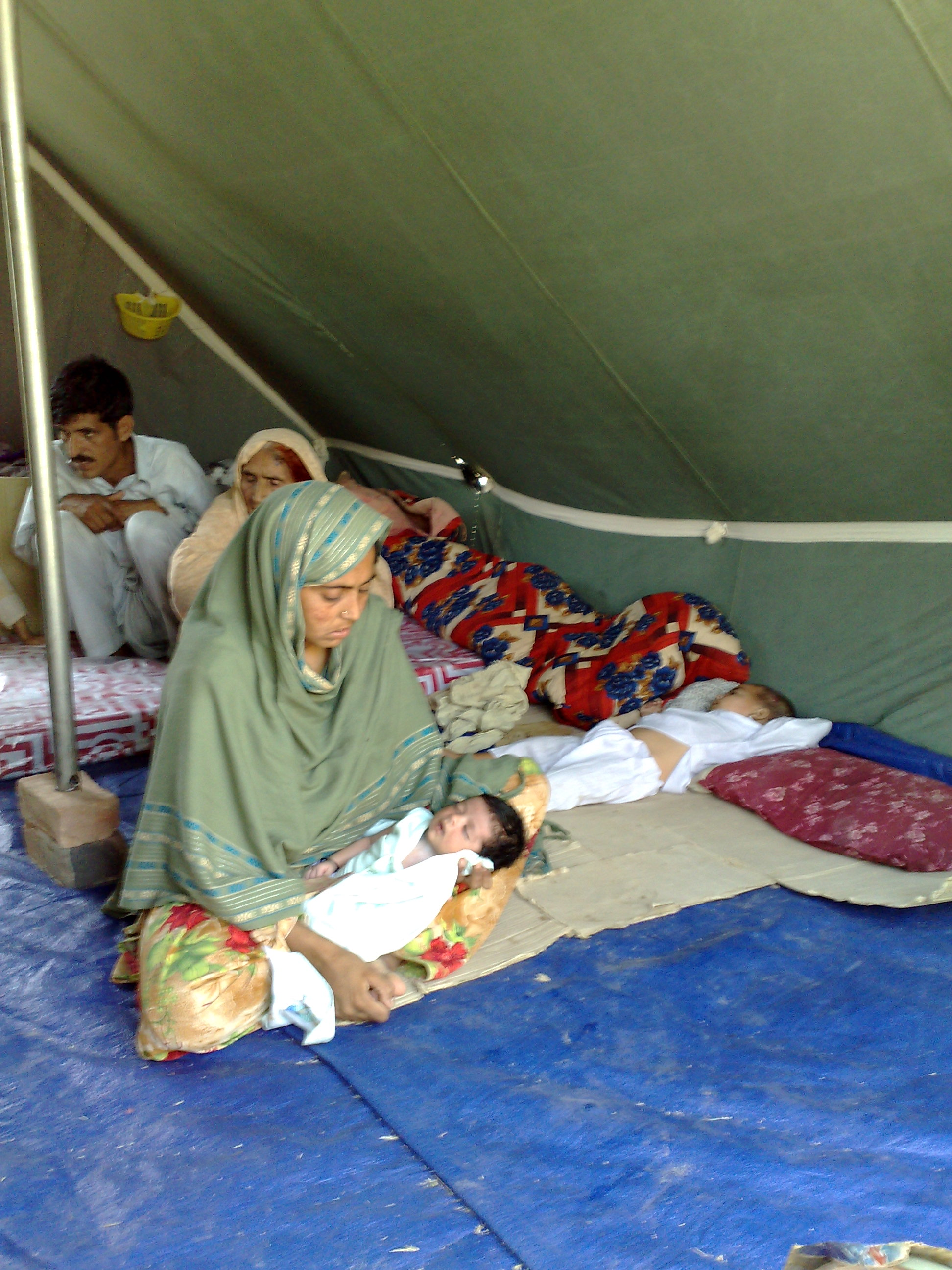
الأمهات والأطفال في باكستان، مخيمات اللاجئين في باكستان، منطقة سوابي، الخيام في باكستان

ييشكل الأطفال في حالات الطوارئ والنزاعات آثار المواقف التي تشكل مخاطر ضارة على صحة الأطفال وسلامتهم ورفاههم. هناك أنواع مختلفة من النزاعات وحالات الطوارئ، على سبيل المثال، العنف، والنزاعات المسلحة، والحرب، والكوارث الطبيعية وغيرها. هناك حوالي 13 مليون طفل تشردوا بسبب النزاعات المسلحة والعنف في جميع أنحاء العالم. ععندما تكون النزاعات العنيفة هي الأساس، تتعطل حياة الأطفال الصغار بشكل كبير وتواجه أسرهم صعوبة كبيرة في تقديم الرعاية الحساسة والملائمة التي يحتاجها الأطفال الصغار لنموهم الصحي توتظهر الدراسات حول تأثير حالات الطوارئ والنزاع على الصحة البدنية والعقلية للأطفال بين الولادة و8 سنوات أنه حيثما تكون الكارثة طبيعية، فإن معدل اضطراب ما بعد الصدمة يحدث في أي مكان من 3 إلى 87 % من الأطفال المصابين  ومع ذلك، فإن معدلات اضطراب ما بعد الصدمة لدى الأطفال الذين يعيشون في ظروف صراع مزمن تتراوح من 15 إلى 50 % كما يتضح في البلدان التالية: إيران والعراق وإسرائيل والكويت ولبنان وفلسطين ورواندا وجنوب إفريقيا والسودان.

## تأثير تجارب الطوارئ والصراع
بشكل مختصر قد تؤثر حالات الطوارئ والصراع على نمو الأطفال بالطريقة التالية:
- الحالة الجسدية: تفاقم المشاكل الطبية، والصداع، والتعب، والشكاوى الجسدية غير المبررة.
- الإدراك: صعوبة التركيز، الانشغال بالحدث الصادم، الأحلام المتكررة أو الكوابيس، التشكيك في المعتقدات الروحية، عدم القدرة على معالجة الوضع.
- الجانب العاطفي: الاكتئاب أو الحزن، والتهيج، والغضب، والاستياء، واليأس والشعور بالذنب، والرهاب، والمخاوف الصحية، والقلق أو الخوف.
- اجتماعيًا: صراعات متزايدة مع العائلة والأصدقاء، مشاكل النوم، البكاء، تغيرات في الشهية، الانسحاب الاجتماعي، الحديث      [12]

### التأثير على الحمل
تظهر الأبحاث أن العوامل والتجارب البيئية يمكن أن تغير التركيب الجيني للطفل النامي. يؤدي التعرض للإجهاد لفترات طويلة أو السموم البيئية أو نقص التغذية إلى تغيير الجينات كيميائيًا في الجنين أو الطفل الصغير وقد يشكل تطور الفرد بشكل مؤقت أو دائم قد يؤدي العنف واكتئاب الأمهات أيضًا إلى إعاقة نمو الطفل وصحته العقلية فعندما تحدث الصدمة في أوقات حرجة لنمو الجنين أو الطفل الصغير،  ، فإن التأثير على الخلايا المتخصصة لأعضاء مثل الدماغ أو القلب أو الكلى يمكن أن يؤدي إلى تخلف مع آثار على الصحة البدنية والعقلية مدى الحياة وعلى سبيل المثال، أظهرت دراسة أجريت في العراق أن معدل عيوب القلب عند الولادة في الفلوجة يبلغ 13 ضعف المعدل الموجود في أوروبا. وبالنسبة للعيوب الخلقية التي تصيب الجهاز العصبي، فقد تم حساب المعدل بـ 33 ضعفًا لما هو موجود في أوروبا لنفس عدد المواليد. ويمكن أن يكون الإجهاد المطول أثناء الحمل أو الطفولة المبكرة سامًا بشكل خاص، وفي حالة عدم وجود علاقات وقائية، قد يؤدي أيضًا إلى تغيرات جينية دائمة في خلايا الدماغ النامية.
أظهرت الدلائل أن السموم والتوتر من الأم يؤثر على المشيمة والحبل السري، مما يؤدي إلى ولادة أطفال في وقت مبكر ومنخفضي الوزن. وبالمثل، يمكن أن تؤثر صدمة الصراع على النساء الحوامل وعلى الصحة العاطفية اللاحقة لأطفالهن. ببالإضافة إلى ذلك، فإن أطفال الأمهات المجهدة والقلقة بشدة معرضون بشكل أكبر للولادة لمبكرة أو الإجهاض.

### التأثير على نمو الطفل
تتقلب ردود أفعال الأطفال تجاه حالات الطوارئ تبعًا للعمر والمزاج والوراثة والمشكلات الموجودة مسبقًا ومهارات التأقلم والكفاءات المعرفية وجرعة الطوارئ. على الرغم من أنه يقال إن معظم الأطفال يتعافون بمرور الوقت، إذا تركت ردود الفعل الطارئة دون علاج، فقد يكون لها تأثير سلبي كبير على نمو الأطفال الاجتماعي والعاطفي والسلوكي والجسدي.

#### دون الست سنوات
ففي البلدان المتأثرة بالصراعات، يبلغ متوسط معدل وفيات الأطفال دون سن الخامسة أكثر من ضعف المعدل في البلدان الأخرى. في المتوسط، يموت اثنا عشر طفلًا من كل مائة قبل عيد ميلادهم الخامس، ومقارنة بستة من كل مائة. . ردود الفعل الشائعة بين هذه الفئة العمرية هي ضيق الانفصال الشديد، والبكاء، والتشبث، والجمود و / أو الحركة بلا هدف، والنشيج، والصراخ، واضطرابات النوم والأكل، والكوابيس، والخوف، والسلوكيات الغير الحسنة مثل مص الإبهام، والتبول في الفراش، وفقدان السيطرة على الأمعاء. / التحكم في المثانة، عدم القدرة على ارتداء الملابس أو تناول الطعام دون مساعدة، والخوف من الظلام والزحام والترك بمفردهم.
خلال البحث في العلاقة بين التعرض للمداهمات اليومية والقصف والمشاكل السلوكية والعاطفية لدى الأطفال الفلسطينيين الذين تتراوح أعمارهم بين 3-6 سنوات في قطاع غزة، أظهر أن هناك مشاكل لدى الأطفال، مشاكل في النوم وضعف التركيز وسلوك البحث عن الانتباه والاعتماد على الغير ونوبات الغضب والتوتر زيادة الخوف. ذكرت أمهات  في رياض ألأطفال  الفلسطينية وجود اختلال شديد في الأداء النفسي والاجتماعي والعاطفي لدى أطفالهن. واثبت آخرون عن فحص المشكلات السلوكية والعاطفية لـ 309  من الأطفال فلسطينيين في سن ما قبل المدرسة وقد وجدوا أن التعرض المباشر وغير المباشر لصدمات الحرب زاد من خطر ضعف الصحة العقلية.وأضاف آخرون، في دراسة حول تأثير الحرب على الأطفال اللبنانيين في سن ما قبل المدرسة، وجدوا المزيد من المشاكل لدى الأطفال الذين تتراوح أعمارهم بين 3-6 سنوات المعرضين لقصف عنيف على مدى عامين مقارنة بالمجموعة التحكم التي تعيش بدون هذا التهديد. وبحسب يكتين، أفادت 40 أمًا من خلفيات اجتماعية واقتصادية مختلفة أثناء الحرب الأهلية في بيروت أن أطفالهن في سن ما قبل المدرسة أصبحوا أكثر قلقًا وخوفًا من القصف والانفجارات بعد الهجمات بصواريخ سكود، أظهر الأطفال الإسرائيليون المشردون الذين تبلغ أعمارهم ما قبل المدرسة العدوان والنشاط المفرط والسلوك المعارض والتوتر. تمت مقارنة ذلك مع الأطفال غير النازحين، وعلى الرغم من الانخفاض المستمر في شدة الأعراض، إلا أن عوامل الخطر التي تم تحديدها بعد حرب الخليج بفترة وجيزة استمرت في التأثير على الأطفال بعد خمس سنوات من التعرض للصدمة.

#### الأعمار من 6 إلى 11 عامًا
تشمل الأعراض الشائعة في هذه الفئة العمرية الأفكار والصور المزعجة، والكوابيس، واضطرابات الأكل والنوم، وعدم الامتثال، والتهيج، والانسحاب الشديد، ونوبات الغضب والقتال، والسلوك التخريبي، وعدم القدرة على الانتباه، والمخاوف غير المنطقية، والسلوك الرجعي، والاكتئاب والقلق، الشعور بالذنب والتخدير العاطفي والتشبث المفرط والصداع والغثيان ومشاكل بصرية أو سمعية.  الأحداث الصادمة التي حدثت قبل سن 11 هي أكثر عرضة بثلاث مرات للتسبب في صعوبات عاطفية وسلوكية خطيرة من تلك التي حدثت في وقت لاحق في الحياة. وفقًا لمركز الإرشاد الفلسطيني، لإنقاذ الأطفال، قال انه حتى بعد ستة أشهر من هدم منازلهم، عانى الأطفال الفلسطينيون الصغار من الانسحاب، والشكاوى الجسدية، والاكتئاب / القلق، والألم غير المبرر، ومشاكل التنفس، وصعوبات الانتباه والسلوك العنيف. كانوا يخشون الذهاب إلى المدرسة، وكان لديهم مشاكل تتعلق بالأطفال الآخرين وتعلق أكبر بمقدمي الرعاية. نتيجة لذلك، أبلغ الآباء عن تدهور في التحصيل التعليمي والقدرة على الدراسة.  كشف الأمين وليابر أن 27.7 في المائة من الأطفال اللبنانيين الذين تتراوح أعمارهم بين 6 و 12 سنة يعانون من أعراض اضطراب ما بعد الصدمة، ومنها   مشاكل في النوم والإثارة وصعوبات في التركيز والإفراط في الوعي بالأحداث المتعلقة بلبنان 2006- الحرب الإسرائيلية. أظهر العديد من الأطفال في السودان وشمال أوغندا الذين أُجبروا على مشاهدة أفراد عائلاتهم وهم يتعرضون للتعذيب والقتل وإعاقة في النمو واضطراب ما بعد الصدمة واضطرابات أخرى مرتبطة بالإعاقات.

### الإعاقات
ييتأثر الأطفال ذوو الإعاقة بشكل غير متناسب بحالات الطوارئ، ويصبح الكثير منهم معاقًا أثناء الكوارث. قد يعاني الأطفال ذوو الإعاقة بسبب فقدان أجهزتهم المساعدة، وفقدان الوصول إلى الأدوية أو خدمات إعادة التأهيل، وفي بعض الحالات، فقدان مقدمي الرعاية لهم ب. بالإضافة إلى ذلك، ويكونوا الأطفال المعوقون أكثر عرضة لسوء المعاملة والعنفتشير أبحاث اليونيسف إلى أن العنف ضد الأطفال ذوي الإعاقة يحدث بمعدلات سنوية تزيد 1.7 مرة على الأقل عن أقرانهم الأصحاء. الأطفال الصغار ذوو الإعاقة الذين يعيشون في نزاع هم أكثر عرضة للخطر والمشاكل الجسدية والنفسية والعاطفية المترتبة على ذلك تكون أعلى. كما أنهم أكثر عرضة للإصابة بمشاكل نفسية وعقلية أثناء حالات الطوارئ بسبب نقص الحركة والعلاج والأدوية أو الجوع.
 تقر اللجنة الدائمة المشتركة بين الوكالات (IASC) بأن الأطفال ذوي الإعاقات الموجودة مسبقًا هم أكثر عرضة لسوء المعاملة والتمييز والإساءة والعوز.  قد يشعر الأطفال الذين يعانون من إعاقات حركية أو بصرية أو سمعية أو إعاقات ذهنية بالضعف بشكل خاص إذا أدت حالة الطوارئ إلى نقل المدرسة وتعلم الروتين اليومي الجديد. خلال حالات الطوارئ، من المحتمل أن تكون المسافات الطويلة غير الآمنة إلى المدرسة، والافتقار إلى المباني ذات المرافق والمعدات الكافية والمعلمين ذوي المؤهلات الدنيا، من الأرجح أن تكون هناك  تحديات هائلة للأطفال الصغار ذوي الإعاقة ليتم تسجيلهم في الرعاية النهارية والتعليم المبكر.

### الفروق بين الجنسين
تظهر بعض الأبحاث أن الفتيات يظهرن مستويات أعلى من الحزن مقارنة بالفتيان فيما يتعلق بالمواقف العصيبة ويعتبرون أكثر عرضة للخطر في حالات الحرب والإرهاب. ووجدت أبحاث أخرى أن الفتيات يعبرن عن مخاوف أكثر وعن القلق واضطرابات الاكتئاب وأعراض اضطراب ما بعد الصدمة، بينما يظهر الصبيان الكثير من المشكلات السلوكية بعد الكارثة . ومع ذلك، فإن الفتيات في سن ما قبل المدرسة اللاتي تعرضن للزلازل في سولتانداجي (تركيا) أظهرن مشاكل سلوكية أكثر من الأولاد في نفس الفئة التعليمية. وبالإضافة إلى ذلك  يؤكد  ويست وموسيلين وموتسيسي أن الأطفال الصغار، وخاصة الفتيات، قد يكونون عرضة لكل من الاعتداء والاستغلال الجنسيين. أفاد غاربارينو وكوستلني أن الأولاد الفلسطينيين عانوا أكثر من الفتيات من مشاكل نفسية عند تعرضهم لنزاع مزمن.  وفي دراسة أخرى، كان الأولاد الفلسطينيون أكثر عرضة لتأثيرات العنف أثناء الطفولة المبكرة اما بالنسبة للفتيات فكانت خلال فترة المراهقة،  بوبشكل عام، يبدو أن الأولاد يستغرقون وقتًا أطول للتعافي، ويظهرون عدوانيةً أكثر وسلوكاً أكثر عدائية وعنفاً نحو المجتمع، بينما قد تكون الفتيات أكثر حزنًا ولكنهن كثيراً ما يعبرن لفظيًا عن مشاعرهن.

### العواقب التعليمية
هناك 21.5 مليون طفل في سن المدرسة الابتدائية خارج المدرسة في جميع البلدان المتضررة من النزاعات. على مدى العقد الماضي، تركزت مشكلة الأطفال غير الملتحقين بالمدارس بشكل متزايد في البلدان المتضررة من النزاعات، حيث ارتفعت النسبة من 29٪ في عام 2000 إلى 35٪ في عام 2014؛ في شمال إفريقيا وغرب آسيا ارتفعت من 63٪ إلى 91٪.
يخفف التعليم الجيد من التأثير النفسي-الاجتماعي للنزاعات والكوارث من خلال إعطاء إحساس بالحياة الطبيعية والاستقرار والبناء والأمل في المستقبل. ومع ذلك، غالبًا ما تقوض حالات الطوارئ والصراع جودة الخدمات التعليمية، فهي تؤدي إلى نقص في المواد والموارد والموظفين، مما يحرم الأطفال الصغار من فرصة تلقي تعليم مبكر جيد. . في معظم النزاعات، غالباً ما يتم استهداف البنية التحتية التعليمية وكثيراً ما يتم تدمير المدارس والمدارس التمهيدية أو إغلاقها بسبب الظروف الخطرة التي تحرم الأطفال من فرصة التعلم والتواصل الاجتماعي في مكان آمن يوفر إحساسًا بالروتين.
االأطفال الصغار الذين يعيشون في ظل حالات الطوارئ لديهم فرص أقل للالتحاق بالمدارس الابتدائية وهم أكثر عرضة لترك المدرسة. تبلغ نسبة إتمام المرحلة الابتدائية في البلدان الفقيرة المتضررة من النزاع 65% بينما تبلغ 86 % في البلدان الفقيرة الأخرى. وفقًا لتقرير اليونيسف لعام 2000، فإن المعلومات الواردة من العراق، على سبيل المثال، تؤكد عدم وجود برامج تنمية الطفولة المبكرة داخل نظام التعليم الرسمي، وقد تم تسجيل 3.7 في المائة فقط من الأطفال الذين تتراوح أعمارهم بين 36 و59 شهرًا في دور الحضانة أو رياض الأطفال. معدلات الالتحاق المنخفضة في برامج التعليم المبكر تقلل فرصة الأطفال الصغار لإيجاد مكان آمن يزدهرون فيه ويتخلصون من الضغط والتوتر الناجمين عن حالة الطوارئ. وفي البلدان التي تعاني من حالات طوارئ مستمرة ، وجد الباحثون مجموعة كاملة من الأعراض التي قد تترافق مع الصدمات ، بما في ذلك اضطراب نقص الانتباه وفرط النشاط ، والأداء الأكاديمي الضعيف ، والمشاكل السلوكية ، والتنمر وسوء المعاملة ، واضطراب التحدي المعارض ، واضطراب السلوك ، والاضطراب الرهابي والعلاقات السلبية.
(Terr، 1991؛ Streeck-Fischer and van der Kolk، 2000).
وجدت دراسة اعتمدت على بيانات منظمة يونق لايفز في إثيوبيا أن الأطفال الصغار الذين توفيت أمهاتهم كانوا أقل احتمالًا للالتحاق بالمدرسة بنسبة 20 %، و 21 % أقل احتمالًا للكتابة ، و 27 % أقل احتمالًا للقراءة . ووجد ديبدال أن الأطفال البوسنيين الذين تتراوح أعمارهم بين 5 و 6 سنوات والذين أصيبوا بصدمات الحرب أظهروا مستويات أقل من الكفاءة المعرفية.
تعرض الأطفال الفلسطينيون في المدرسة وما قبل المدرسة لخسائر فادحة كتدمير منازلهم واصابتهم بالجروح وضعف القدرة المعرفية لديهم على الانتباه والتركيز. ووجد بأن الصدمة الشديدة تترافق مع التركيز المحدود وقلة التركيز وضعف استراتيجيات حل المشكلات. نظرًا لأن كلا من الصحة الجسدية والعقلية مرتبطان باللغة والتطور المعرفي، فمن المنطقي افتراض أن الصراع العنيف له تأثير سلبي على هذه المجالات من التطور.

## دعم الأطفال الصغار أثناء حالات الطوارئ والصراع
رعاية الطفولة المبكرة والتعليم (ECCE) هو مجال متعدد القطاعات يعالج بشكل شامل احتياجات الأطفال المتعددة. وفي حالات الطوارئ قد تعالج الخدمات الداعمة لرعاية وتعليم الطفولة المبكرة مجموعة من القضايا بما في ذلك الرعاية السابقة للولادة والتحصين والتغذية والتعليم والدعم النفسي والاجتماعي والمشاركة المجتمعية. تعتبر الخدمات المنسقة للصحة والتغذية والصرف الصحي والنظافة والتعلم المبكر والصحة النفسية والحماية ضرورية لدعم الأطفال الصغار الذين يعيشون في حالات الطوارئ والنزاعات.
أثأثبتت العديد من البرامج والاستراتيجيات، سواء في قطاع التعليم الرسمي أو غير الرسمي، أنها داعمة جدًا لرفاهية وتعافي الأطفال الذين يعيشون في مناطق النزاع.
وجدت برامج مساحات آمنة للأطفال (CFS) منافع في خلق الإحساس بالحياة الطبيعية وتوفير مهارات التأقلم والمرونة للأطفال المتأثرين بحالات الطوارئ. تساعد المساحات الآمنة الأطفال على تطوير المهارات والكفاءات الاجتماعية مثل المشاركة والتعاون من خلال التفاعل مع الأطفال الآخرين. كما أنها توفر فرصًا للتعرف على المخاطر في بيئتها وبناء المهارات الحياتية ، مثل محو الأمية وحل النزاعات غير العنيفة ، وتوفر وسيلة مفيدة لتعبئة المجتمعات حول احتياجات الأطفال. وفي محاولة لتقوية الأنظمة المجتمعية لحماية الطفل ، أنشأ صندوق الأطفال المسيحي (CCF)  ثلاثة مراكز للأطفال  النازحين داخليًا في مخيم اونياما في (أوغندا) والتي وفرت مكانًا آمنًا تحت إشراف الكبار، للأطفال الذين تتراوح أعمارهم بين 3 و 6 سنوات. انشأت منظمة طفل الحرب (وور تشايلد) ستة اماكن آمنة في المدارس في شمال لبنان للأطفال السوريين النازحين حيث استخدم المستشارون العلاج بالفن والموسيقى لمساعدة الأطفال الصغار على التعبير عن مشاعرهم بطريقة صحية.
تتظهر العديد من الدراسات أن الأطفال الذين شاركوا في برامج التعليم الجيد داخل المدارس يميلون إلى معرفة أفضل بالمخاطر، وانخفاض مستويات الخوف وتصورات واقعية للمخاطر أكثر من أقرانهم. وفي مثل هذه السياقات ، تعتبر برامج التدخل النفسي والاجتماعي للأطفال  وأسرهم مسألة حيوية. ساعدت التدخلات مثل سرد القصص والغناء ونط الحبل وأنشطة لعب الأدوار والرياضات الجماعية وتمارين الكتابة والرسم على تقليل الضغط النفسي المرتبط بالتعرض للعنف المرتبط بالنزاع في سيراليون للأطفال الذين تتراوح أعمارهم بين 8 و 18 عامًا. وقد كشفت الدراسات في إريتريا وسيراليون أن الراحة النفسية للأطفال فد تتحسن من خلال التدخلات التعليمية جيدة التصميم. في أفغانستان ، اكتسب الأطفال والمراهقون شعورًا بالاستقرار والأمن بعد مشاركتهم في أنشطة بناءة (مثل الفن والسرد والرياضة) التي جرت في أماكن آمنة محايدة داخل مجتمعاتهم.